# Wichita Dwight D. Eisenhower National Airport

Wichita Dwight D. Eisenhower National Airport (IATA-code: ICT, ICAO-code: KICT) is een luchthaven ongeveer 10 kilometer ten westen van Wichita in de Amerikaanse staat Kansas. Het is de grootste en drukste luchthaven van Kansas. De luchthaven is gelegen ten zuiden van de U.S. Route 54 in het zuidwesten van Wichita, neemt 1.314 hectare in beslag en beschikt over drie start- en landingsbanen.
De luchthaven wordt ook wel Eisenhower National Airport of (met zijn vroegere naam) Mid-Continent Airport genoemd. De luchthavencode, ICT, is ook een bijnaam voor de stad. De luchthaven was de Wichita Mid-Continent Airport van 1973 tot 2014, toen ze werd hernoemd ter ere van Dwight D. Eisenhower, de 34e president van de Verenigde Staten, in functie van 1953 tot 1961. Zijn jeugdhuis, museum en de Dwight D. Eisenhower Presidential Library bevinden zich in het Eisenhower Presidential Center in Abilene, Kansas. De naamsverandering van de luchthaven werd in mei 2014 goedgekeurd door de stad Wichita en op 13 november 2014 officieel gemaakt door de Federal Aviation Administration (FAA). De huidige passagiersterminal van de luchthaven is op woensdag 3 juni 2015 geopend.
ICT Airport is ook de locatie van het hoofdkantoor en de belangrijkste fabriek van Cessna, evenals een Bombardier-servicecentrum voor Learjet en andere zakenvliegtuigen. In 1924 werden 1.809.142 passagiers vervoerd en waren er 117.671 vliegbewegingen.

## Geschiedenis
Van 1935 tot 1954 werd de stad en streek bediend door de Wichita Municipal Airport. Deze luchthaven, met aangrenzende productie-eenheid van Boeing werd ook gebruikt door eenheden van de United States Air Force. Het gemengd gebruik werd in 1951 stopgezet doordat de federale overheid als oplossing 9,4 miljoen dollar investeerde, en hiermee een nieuwe luchthaven bouwde en opende, met dezelfde naam Wichita Municipal Airport. De oorspronkelijke Wichita Municipal Airport werd de Wichita Air Force Base, en in 1953 de McConnell Air Force Base.
In 1951 spande de Amerikaanse luchtmacht een procedure aan om de oude Wichita Municipal Airport te verwerven voor wat McConnell Air Force Base zou worden. Het bestuur van Wichita verwierf snel 778 hectare land in het zuidwesten van Wichita, en de bouw van een nieuwe "Wichita Municipal Airport" duurde ongeveer drie en een half jaar. De luchthaven werd in 1953 geopend voor algemeen luchtvaartverkeer en vluchten van luchtvaartmaatschappijen verhuisden op 1 april 1954 naar de nieuwe luchthaven. De nieuwe luchthaven werd op 31 oktober 1954 ingewijd, met twee start- en landingsbanen. Het werd Wichita Mid-Continent Airport in 1973 nadat Kansas City zijn Mid-Continent Airport had hernoemd naar Kansas City International Airport.
De ICT-aanduiding van de luchthaven is een afkorting voor Wichita. In die tijd verbood de FCC luchthavencodes die begonnen met "K" of "W", de standaard startletters voor radiostations in de Verenigde Staten, volgens een internationaal verdrag. Naamgevingsconventies van die tijd riepen toen op tot de luchthaven om de tweede letter van de stad te gebruiken en vervolgens om het gemakkelijker te identificeren te maken. Evenzo kon Kansas City geen KCI-aanduiding krijgen toen het in 1972 zijn Mid-Continent International Airport hernoemde naar Kansas City International Airport (dus Kansas City heeft nog steeds MCI als aanduiding). IATA is terughoudend om aanduidingen te wijzigen zodra ze op kaarten verschijnen.
De officiële luchtvaartgids van april 1957 toont 11 doordeweekse vluchten van Braniff, 10 van TWA, 4 Continental, 3 van Central Airlines en 2 van Ozark Air Lines. Non-stopvluchten kwamen niet verder dan Denver, Amarillo, Oklahoma City en Kansas City. In 1964 had TWA de eerste lijnvluchten met straalvliegtuigen.
De luchthaven bouwde in 1976 twee hallen aan het terminalgebouw met 10 gates, de East en West Concourse. De luchthaven renoveerde de ticketinggebieden en voegde in 1985 twee gates toe. De luchthaven voltooide in 1989 een renovatie van de terminal ter waarde van $ 6 miljoen.
Sinds 1991 is het vliegveld ook gastheer van het Bombardier Aerospace Flight Test Centre (BFTC, voormalige Learjet-faciliteit).
De Old Terminal werd op 2 juni 2015 definitief gesloten en later gesloopt. De East Concourse met zes gates werd bediend door Allegiant Air, American Airlines en Delta Air Lines op het moment van sluiting; ze had eerder Continental, Northwest, Seaport Airlines, TWA, Vanguard en Western Pacific bediend. De West Concourse, ook met zes gates, had Southwest Airlines en United Airlines op het moment van sluiting; ze werd eerder bediend door Air Midwest, AirTran, Braniff, Frontier, Republic Airlines, Western Airlines en USAir Express (later US Airways Express).
Op 4 maart 2014 keurde de gemeenteraad van Wichita de verandering van de naam goed van Wichita Mid-Continent Airport in Wichita Dwight D. Eisenhower National Airport, ter ere van de voormalige president, generaal en inwoner van Kansas Dwight D. Eisenhower.
Op 13 september 2012 vond de eerste spadesteek voor de nieuwe terminal plaats. De echte bouw startte op 9 oktober 2012. De nieuwe terminal werd op 3 juni 2015 geopend. De luchthaven sloopte de vorige terminal toen de nieuwe terminal volledig operationeel werd.
De nieuwe terminal ligt net ten westen van de vorige terminal en heeft net als de vorige 12 gates met glazen jetways. De twee verdiepingen tellende terminal van 25.300 m² werd ontworpen door HNTB.
De luchthaven wordt bediend door Alaska Airlines (Seattle/Tacoma), Allegiant Air (Las Vegas, Phoenix/Mesa, St. Petersburg/Clearwater naast seizoensbestemmingen), American Airlines (Dallas/Fort Worth), American Eagle (Chicago–O'Hare, Dallas/Fort Worth, Phoenix–Sky Harbor, Washington–National), Delta Air Lines (Atlanta), Delta Connection (Minneapolis/St. Paul), Southwest Airlines (Denver, Las Vegas, St. Louis), United Airlines (Denver), en United Express (Chicago–O'Hare, Denver, Houston–Intercontinental).
Cargo wordt gevlogen door Amazon Air, FedEx Express en UPS Airlines.